# Microchirus theophila
La sogliola ocellata (Microchirus theophila) è un pesce piatto marino appartenente alla famiglia dei Soleidi.

## Descrizione
La microchirus theophila presenta un corpo ovale e appiattito lateralmente, tipico dei pesci piatti. La colorazione del lato oculare è generalmente marrone o grigiastra, con la presenza di macchie scure o ocelli distribuiti sul corpo e sulle pinne. Questa colorazione mimetica le consente di confondersi efficacemente con il fondale marino. La lunghezza massima registrata per questa specie è di circa 30 cm.

## Distribuzione e habitat
La sogliola ocellata è diffusa nell'Oceano Atlantico orientale, in particolare lungo le coste dell'Africa occidentale, dalla Mauritania all'Angola. È presente anche nel Mar Mediterraneo occidentale. Predilige fondali sabbiosi o fangosi, dove si mimetizza per cacciare e sfuggire ai predatori, e si trova solitamente a profondità comprese tra 20 e 200 metri.

## Alimentazione
La dieta della Microchirus theophila è costituita principalmente da piccoli organismi bentonici, tra cui crostacei, molluschi e anellidi. Grazie alla sua capacità di mimetizzarsi con l'ambiente circostante, riesce ad avvicinarsi alle prede senza essere notata, facilitando così la cattura.

## Valore come alimento
La sogliola ocellata è considerata commestibile e viene pescata in alcune regioni per il consumo umano. Tuttavia, la sua importanza commerciale è limitata rispetto ad altre specie di sogliole più grandi e più richieste sul mercato. La sua carne è bianca, tenera e dal sapore delicato, apprezzata in cucina per preparazioni semplici come la frittura o la cottura alla griglia.

## Annotazione
La microchirus theophila è spesso confusa con altre specie del genere microchirus, come la microchirus azevia e la microchirus ocellatus, a causa delle somiglianze morfologiche. Una corretta identificazione richiede un'attenta analisi delle caratteristiche fisiche e della distribuzione geografica.